# Szymon Pawłowski
Szymon Jerzy Pawłowski [šymon ježi pavuovski] (* 5. prosince 1978 Sanok) je polský politik, poslanec Sejmu za Ligu polských rodin.

## Biografie
Szymon Pawłowski vystudoval ekonomii v Krakově a v minulosti byl aktivní ve Všepolské mládeži. Do Sejmu byl zvolen ve volbách v roce 2005 ve varšavském volebním obvodu.

### Kontroverze
V říjnu a prosinci 2005 zveřejnil největší polský bulvární deník Fakt fotografii, kde poslanci LPR Bogusław Sobczak a Szymon Pawłowski měli zdvižené ruce a podle deníku šlo o nacistický pozdrav. Oba dva poslanci prohlásili, že nejde o nacistický pozdrav, že si ve skutečnosti pouze objednávali pivo a prohlásili, že je nepřípustné, aby německý bulvár takto hnusně diskreditoval polské členy parlamentu, kteří pocházejí z formace, která nejrozhodněji brání polské národní zájmy (majitelem deníku Fakt je německé vydavatelství Axel Springer). Krakovská prokuratura v březnu 2006 šetření odložila s odůvodněním, že akce nebyla veřejná, byla pro uzavřenou společnost a samotné zdvižení ruky připomínající pozdrav 'Sieg Heil' není propagací fašismu.